# Fritz Koller (Mediziner)
Fritz Koller (* 28. April 1906 in Herisau; † 6. April 1999 in Zollikon) war ein Schweizer Internist und Hämatologe.
Koller war der Sohn des Psychiaters und Direktors der kantonalen Heil- und Pflegeanstalt Herisau. Er studierte Medizin in Lausanne, Wien und Zürich mit dem Staatsexamen 1931. Nach der Habilitation in Zürich 1940 hatte er dort Lehraufträge an der Universität und wurde 1944 Oberarzt in der Medizinischen Klinik in Zürich. 1954 wurde er Chefarzt der Medizinischen Abteilung des Krankenhauses Neumünster in Zürich. 1962 wurde er ordentlicher Professor für Innere Medizin an der Universität Basel und Chefarzt der medizinischen Klinik am Kantonsspital Basel (Universitätsklinik) als Nachfolger von Hans Staub. 1967 war er Dekan der Medizinischen Fakultät und 1970 bis 1976 Vorsteher des neu gegründeten medizinischen Departements. 1976 wurde er emeritiert, praktizierte aber weiter als Arzt. Er wohnte zuletzt in Zollikon.
Er nahm die erste Knochenmarktransplantation in der Schweiz vor und war international angesehen in Hämatologie und Thromboseforschung. Koller war zudem ein Pionier bei der Erforschung von Blutgerinnung und der Therapie von Hämophilen (Heimbehandlung, Gründung der Hämophilengesellschaft). 1974 wurde seine Abteilung auch wegen seiner Verdienste um die Hämophiliepatienten zum internationalen Hämatologie-Ausbildungszentrum erklärt. Er war aber auf vielen Gebieten der inneren Medizin wissenschaftlich aktiv, unter anderem Endokrinologie, Stoffwechsel, Infektionskrankheiten, Leber- und Herzkrankheiten.
1957 gründete er die Internationale Zeitschrift für Thrombose- und Blutungsneigung und war 1972 Gründungspräsident der International Society on Thrombosis and Haemostasis. 1973 wurde er in der Sektion Innere Medizin und Dermatologie zum Mitglied der Deutschen Akademie der Naturforscher Leopoldina gewählt.
Er war Mitarbeiter am Handbuch der inneren Medizin (3. Auflage, Band 6, Teil 2, 4. Auflage, Band 4, Teil 1).